# Trichogramma meteorum
Trichogramma meteorum är en stekelart som beskrevs av Benoît Vincent 1986. Trichogramma meteorum ingår i släktet Trichogramma och familjen hårstrimsteklar. Inga underarter finns listade i Catalogue of Life.